# Silas (Bíblia)
Silas ou Silvano (em grego: Σίλας ou Σιλουανός), também chamado por vezes de São Silvano, foi um personagem proeminente do cristianismo primitivo e que depois acompanhou Paulo em algumas de suas viagens. Ele é contado entre os Setenta Discípulos.

## Nome
Há alguma disputa sobre a forma correta de seu nome. Apesar de consistentemente ser chamado de "Silas" nos Atos dos Apóstolos, seu nome em latim era Silvanus, que significa "da floresta", e é assim que ele é saudado por Paulo (por exemplo em 2 Coríntios 1:19, 1 Tessalonicenses 1:1 e 2 Tessalonicenses 1:1) e na Primeira Epístola de Pedro (1 Pedro 5:12). É possível que Silvanus seja a forma romanizada do original "Silas", ou que "Silas" seja o apelido grego para Silvanus. Fitzmyer nota que Silas é a versão grega do aramaico "Seila", uma versão do Hebreu "Saul", que aparece em algumas inscrições palmirenas.
No entanto, uma tradição posterior distingue Silas e Silvano e o faz bispo de Corinto e Tessalônica.

## História

### Jerusalém e Antioquia
Silas aparece pela primeira vez nos Atos dos Apóstolos no final da narrativa sobre Concílio de Jerusalém (Atos 15:22–35). Após a discussão ocorrida no concílio a respeito da controvérsia da circuncisão, os fiéis ali reunidos e mais os apóstolos decidem escolher, por eleição, os companheiros de Paulo e Barnabé na viagem até Antioquia para levar o resultado do encontro. Esta eleição foi necessária para que não houvesse dúvidas sobre a isenção dos mensageiros a respeito da mensagem, algo que temiam os judeo-cristãos, liderados por Tiago, irmão de Jesus. Os eleitos então foram Silas e Judas, "chamado Barsabá".
Ambos era consideradas importantes entre os fiéis, talvez por serem profetas (Atos 15:32), uma virtude tão estimada que mesmo Paulo os coloca logo depois dos apóstolos e antes dos doutores e evangelistas em sua enumeração feita em 1 Coríntios 12:28 e Efésios 4:11. 
Paulo, Barnabé, Judas e Silas então partem de Jerusalém levando os decretos dos apóstolos aos irmãos em Antioquia e nas províncias romanas da Síria e Cilícia. Chegando em Antioquia, eles cumprem a missão que lhes foi dada. Judas retorna para Jerusalém e desaparece da história, enquanto Silas permanece na cidade.

### Companheiro de viagem de Paulo
A partir deste momento Silas sempre aparecerá ao lado de Paulo, pela Síria e Cilícia, incentivando os cristãos. Em Listra, a eles se junta Timóteo. Eles seguem viajando, passando pela Frígia, Galácia e, através da Mísia, chegam até Trôade. Em seguida, eles passam para a Grécia e em Filipos são vítimas de uma manifestação hostil incitada pelos proprietários de uma pobre escrava que tinham exorcizado (e que dava enormes lucros aos seus patrões). Eles são presos, mas acabam libertados quando se descobre que entre eles havia dois cidadãos romanos (Atos 16:30). Em Tessalônica, novamente são atacados, desta vez pelos judeus, e só se salvam pelas mãos de Jasão, o senhorio da casa onde estavam hospedados, que lhes paga uma fiança. Em seguida, em Bereia, Paulo segue para Atenas, deixando ali Silas e Timóteo (Atos 17:14).
Como Paulo havia lhes mandado avisar para que se juntassem a ele tão logo quanto possível (Atos 17:15), é possível que eles o tenham feito e ido até Atenas. A partir dali, Timóteo foi enviado à Tessalônica e Silas para Filipos ou para Bereia. O encontro em Corinto (Atos 18:5) seria já na volta destas viagens.

### Pedro e Silas
E esta é a última vez que o nome de Silas aparece nos Atos. Ele não está entre os companheiros de Paulo em sua terceira viagem. É possível que ele tenha ido com Paulo e Timóteo até Antioquia, onde teria se encontrado com Pedro (1 Pedro 5:12), que o chama de "fiel irmão" (como Silvano). 